# Энтомопатогенные нематоды
Энтомопатогенные нематоды (EPNs) — это живущие в земле нематоды (круглые черви), являющиеся смертельными паразитоидами насекомых. Слово «энтомопатогенный» происходит от греческого слова entomon — насекомые, и pathogenic патогенный или вызывающий заболевание. Также существуют нематоды, поражающие растения, домашний скот, птиц, червей, вообще животные организмы различных таксонов и человека. Энтомопатогенные нематоды живут внутри тела носителя. Они поражают множество различных типов насекомых, имеющих контакт с почвой, туда входят гусеничные стадии чешуекрылых, жесткокрылых, и двукрылых, а также имагинальные стадии сверчков и кузнечиков. Энтомопатогенные нематоды встречаются на всех населённых континентах в различных экологических условиях от культивированных полей до пустынь. Наиболее изученными родами нематод стали те, которые используются в биологической борьбе с вредителями, то есть Steinernematidae и Heterorhabditidae.